# Kayapınar, Tavas
Kayapınar là một xã thuộc huyện Tavas, tỉnh Denizli, Thổ Nhĩ Kỳ. Dân số thời điểm năm 2010 là 64 người.